# Michael Campbell (golf)
Pour les articles homonymes, voir Campbell et Michael Campbell.
Michael Campbell, né le 23 février 1969 à Hawera, est un golfeur néo-zélandais d'origine maorie.

## Biographie
Comme la plupart des enfants de Nouvelle-Zélande, il rêve de porter la tunique des All Blacks et commence à pratiquer le rugby à XV, mais devant le refus de sa mère, il s'essaye à d'autres sports, comme le softball, le squash, et le tennis de table. Mais sa passion s'avère finalement être le golf.
En tant qu'amateur, il représente les couleurs de son pays dans de nombreuses compétitions jusqu'à son passage en professionnel en 1993.
Après ses premières victoires en professionnel en Challenge Tour, il évolue sur le  circuit européen. En 1995, il mène de deux coups à l'issue du troisième tour de l'Open britannique. Cependant, son dernier jour n'est pas du même niveau avec une carte de 76. Cela ne l'empêche toutefois pas d'être toujours en position de remporter le tournoi, étant finalement privé du play-off opposant l'Italien  Costantino Rocca et John Daly qui remporta finalement le titre.
Après une baisse de niveau en raison de problèmes de poignet, il retrouve son niveau pour terminer à la quatrième place du classement à l'ordre du Mérite européen en 2000, année où il remporte ses trois premières victoires sur ce circuit. Durant cette même saison, il remporte le classement du PGA Tour of Australasia.
Après un début de saison 2005 catastrophique, avec le cut manqué lors des cinq premiers tournois, il enchaîne par 16 tournois sans manquer le cut. Parmi ceux-ci, une cinquième place lors de l'Open britannique et une sixième lors de l'USPGA. Mais l'événement majeur se situe lors de l'U.S. Open. Après avoir obtenu sa place lors d'un tournoi de qualification, il dispute le tournoi sur le parcours de Pinehurst. Au soir du troisième tour, il subit un retard de quatre coups sur le détenteur du trophée, l'Africain du Sud Retief Goosen. Mais celui-ci rend une carte de 81 sur le dernier tour, Campbell réalisant pour sa part un score de 69. Il s'impose finalement à Tiger Woods, qui a subi deux bogeys sur les 16e et 17e trous. Cette victoire est la deuxième d'un golfeur néo-zélandais lors d'un Majeur, après Bob Charles. Il réédite également la performance de  Steve Jones en 1996 en remportant l'US Open après être passé par les qualifications.
Plus tard dans la saison, il dispute le HSBC World Match Play Championship à Wentworth. Lors de cette compétition, disputée sous la forme de match play, il dispose de Geoff Ogilvy puis de Steve Elkington et enfin de Retief Goosen pour parvenir à la finale. Lors de celle-ci, il est opposé à l'Irlandais Paul McGinley. Il emporte la rencontre sur le score de 2 et 1 (2 points d'avance et un trou à jouer), remportant ainsi le tournoi le plus richement doté de la saison. Avec cette victoire, il devient le quatrième joueur à remporter l'US Open et le World Match Play Championship durant la même saison. Ces deux résultats, qui sont également comptabilisés sur le circuit européen, lui permettent de terminer à la seconde place à l'ordre du Mérite européen.